# Very best of songs...
『very best of songs...』（ヴェリー・ベスト・オブ・ソングス）は、2002年9月26日に発売された河村隆一初のベスト・アルバム。

## 解説
1997年から2002年に発売された河村隆一のシングル表題曲10曲が全て収録されている。

## 構成
CD＋DVDの2枚組で河村隆一書き下ろしエッセイ集が同梱されている。

## 再発盤
2013年6月19日にSHM-CD仕様でCD単体のみ再発。

## 収録曲
各曲の詳細はリンクを参照。

### CD
1. I love you
2. Glass
3. SE,TSU,NA
4. BEAT
5. Love is...
6. Nē
7. 静かな夜は二人でいよう
8. ジュリア
9. 君の前でピアノを弾こう
10. 恋をしようよ
11. Sugar Lady ［ballad version］

### DVD
1. Glass
2. BEAT
3. Ne
4. Sugar Lady [ballad version]

## 演奏
- 河村隆一
  - Vocal
  - Chorus (#1.4.5.8.9.10.11)
  - Keyboards (#2)
- 吉川忠英：Guitars (#1)
- 海老名淳：Drums (#1.2.3)
- 中村哲：Keyboards & Sax (#1)
- 橋本茂樹：Synthesizer Programming (#1.2)
- 今剛：Guitars (#2.4)
- 高水健司、有賀啓雄：Bass (#2)
- 難波正司：Keyboards (#2.4)
- 迫田到
  - Synthesizer Programming (#2.4)
  - Guitars (#4)
- 桑野グループ：Strings (#2)
- 長井千恵子：Guitars & Chorus (#3)
- ナスノミツル：Bass (#3)
- 菊地大輔：Synthesizer Programming & Tambourine (#3)
- 小田原豊：Drums (#4)
- 広谷順子：Chorus (#4.5.10)
- 土方隆行
  - Guitars (#5.8.10)
  - Tambourine (#5)
  - Mandolin (#10)
- 美久月千晴：Bass (#5.6.7.8.10)
- 渡嘉敷祐一：Drums (#5.8.10)
- 倉田信雄：Piano (#5)
- 小野澤篤
  - Keyboards (#5.10)
  - Piano (#8.10)
- 鈴木"太郎"直樹：Synthesizer Programming (#5.10)
- 河合夕子：Chorus (#5.6.8)
- 佐々木久美：Chorus (#5)
- 嘉多山信：Guitars (#6.7.9)
- 青山純：Drums (#6)
- 船越支代美：Piano (#6.9)
- 柏原利勝：Keyboards & Synthesizer Programming (#6.7.8.9)
- 阿部美緒、橋本歩：Strings (#6.9)
- 永村かおる：Chorus (#6.8.9)
- 湊雅史：Drums (#7)
- 中西康晴：Piano (#7)
- ボブ・ザング：Sax (#7)
- 篠崎グループ：Strings (#7)
- 山本拓夫：Sax (#8)
- 五島圭介：Bass (#9)
- 宮田繁男：Drums (#9)
- 岡村美央
  - Strings (#9)
  - Violin (#11)
- 萩原薫：Strings (#9)
- 杉並児童合唱団：Chorus (#9)
- 古澤衛：Guitars (#11)
- 岡部啓一：Keyboards & Synthesizer Programming (#11)